# Gapel

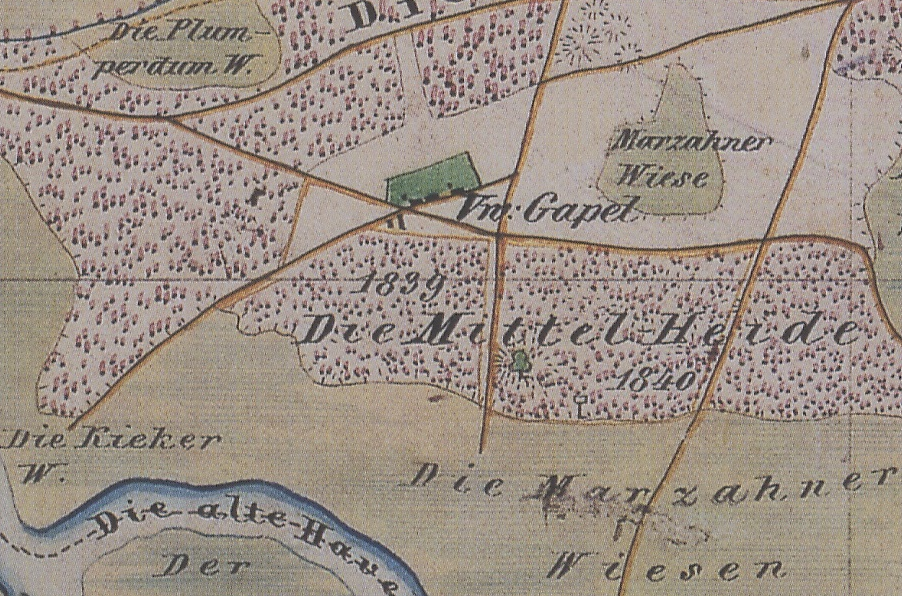
Gapel auf dem Urmesstischblatt 3440 Premnitz von 1840, Ausschnitt

Gapel ist ein Wohnplatz der Stadt Premnitz im Landkreis Havelland in Brandenburg. Das schon in slawischer Zeit entstandene Dorf fiel um/nach 1400 wüst. Bis 1644 war ein Teerofen, 1745 eine „Meierei“ in der Nähe der alten Dorfstelle entstanden. 1750 wurde ein „Etablissement von Kolonisten“ angelegt, aus dem sich der heutige Wohnplatz entwickelte.

## Geographische Lage
Gapel liegt im Süden des Stadtgebietes Premnitz in der Nähe der Stadtgrenze zu Havelsee beziehungsweise zum Landkreis Potsdam-Mittelmark an der Bundesstraße 102. Der Ort liegt zwischen dem Naturschutzgebiet Untere Havel Süd im Westen und dem Waldgebiet des Seelensdorfer Forstes im Osten.
Nach Günter Mangelsdorf lag das mittelalterliche Dorf näher an der Havel (Lage etwa ).

## Geschichte
Gapel fand bereits 1226 eine erste Erwähnung. Bischof Gernand von Brandenburg schenkte das Dorf damals dem Domkapitel in Brandenburg an der Havel. Mit den Abgaben des Dorfes sollten Kerzen (Lichter) für die Kathedrale des Bistums Brandenburg beschafft werden. Erwähnt werden ein bischöfliches Gut (villicatio), die Vogtei (Gerichte), das Lehnschulzenamt (magistratum civium bzw. der magister civium) und das Fischwehr in der Havel. Der Bischof hatte Gapel zuvor neben anderen Dörfern von Graf Bederich von Belzig, der Burggraf in Brandenburg an der Havel war, geschenkt bekommen. Bederich Graf von Belzig, die Brüder Seifried und Konrad von Segelitz, der Ritter Albert von Pritzerbe und Ritter Daniel von Mukede sind als Zeugen in der Schenkungsurkunde genannt. Nach dem Landbuch von 1375 hatte das Dorf 14 Hufen, davon hatte der Lehnschulze zwei Hufen. Außerdem wohnten zwei Kossäten im Dorf. 1394 existierte das Dorf noch, danach wurde es nicht mehr erwähnt. 
Für das Jahr 1644 ist ein Teerofen auf der Feldmark Gapel belegt. Nach Mangelsdorf wurde der Teerofen allerdings nicht an der alten Dorfstelle aufgebaut, sondern etwa 900 Meter nordöstlich davon. Bis 1745 war neben dem Teerofen auch eine Meierei eingerichtet worden. 1750 wurden Kolonisten angesiedelt. 1772 wohnten hier vier Kossäten oder Büdner, insgesamt 54 Personen. 1773 war das Vorwerk bzw. die Meierei an die Kolonisten verpachtet worden. Friedrich Wilhelm Bratring nennt für 1801 das Vorwerk, den Teerofen und acht Einlieger. Insgesamt wohnten 37 Personen in Gapel. Bis 1840 war der Teerofen eingegangen und es existierte nur noch das Vorwerk. Immerhin standen noch sechs Wohnhäuser. 1860 wird Gapel als Kolonie und Vorwerk bezeichnet. Im Ort wurden sieben Wohngebäude und neun Wirtschaftsgebäude gezählt. Der Ort blieb bis 1872 im Besitz des Domkapitels in Brandenburg an der Havel. Danach kam er zum Gutsbezirk Seelensdorf. 1928 wurde er ohne die Parzellen in Kommunalbesitz in Marzahne in die Gemeinde Döberitz eingemeindet. 1957 und 1964 wurde Gapel als Ortsteil von Döberitz bezeichnet. 
1992 schloss sich Döberitz mit Mögelin und der Stadt Premnitz zur Verwaltungsgemeinschaft Amt Premnitz zusammen. Zum 26. Oktober 2003 wurden Döberitz in die Stadt Premnitz eingemeindet und das Amt Premnitz aufgelöst. Seither ist Döberitz ein Ortsteil der Stadt Premnitz. Gapel hat heute „nur“ noch den Status eines Wohnplatzes im Gemeindegebiet der Stadt Premnitz.